# Johann Hartmann (Politiker)
Johann Hartmann (* 24. November 1871 in Lichtenwerden/Svetlá, heute Světlá Hora; † 30. Juni 1948 in Wien) war ein österreichischer Politiker (SDAP) und Werkmann. Er war von 1919 bis 1921 Abgeordneter zum Landtag von Niederösterreich und von 1923 bis 1934 Abgeordneter zum Wiener Landtag und Gemeinderat.
Hartmann besuchte nach der Volksschule die gewerbliche Fachschule und erlernte dort den Beruf des Tischlers. Er arbeitete als Tischlergehilfe, leistete seinen dreijähriger Militärdienst ab und war danach als Bahnbediensteter beschäftigt. Er wirkte zudem als Vorstandsmitglied der berufsgenossenschaftlichen Unfallversicherungsanstalt der österreichischen Eisenbahnen und vertrat die Sozialdemokratische Arbeiterpartei vom 20. Mai 1919 bis zum 11. Mai 1921 im Niederösterreichischen Landtag, wobei er ab dem 10. November 1920 im Zuge der Trennungsphase Wiens von Niederösterreich der Kurie Wien angehörte und ab dem 30. Dezember 1920 Wiener Delegierter war. Danach war er von 1923 bis 1934 Abgeordneter zum Wiener Landtag und Mitglied des Gemeinderates. Er wurde am Hütteldorfer Friedhof bestattet. Das Grab ist bereits aufgelassen.